# Jamboree
Jamboree er et ord, der er opfundet af spejderbevægelsens skaber, Lord Baden-Powell, og kommer efter sigende fra indiansk, hvor det frit oversat betyder "Fredelig kappestrid mellem mange stammer". Ordet anvendes udover blandt spejdere også ved bl.a danse- og musikarrangementer.
Jamboreer er internationale spejderlejre, som afholdes hvert fjerde år. Spejdere fra alle medlemslandene er inviterede.
I Danmark bruger man ordet jamborette om større lokale lejre med gæstende spejdere fra andre lande. Ordet Jamborette er skabt af Jens Hvass, som – udover spejder – var skovrider i Rold Skov, hvor man stadig kan finde en jamborette-plads nær Store Økssø.
I mange lande kalder de deres største nationale lejre for jamborees eller national jamborees for at skelne mellem nationale lejre og de helt store internationale World Scout Jamborees (verdensjamboreer), hvor 30-40.000 spejdere fra hele verden mødes. På en verdensjamboree ligger alle deltagerne i telt, opdelt i de forskellige nationers kontingenter. Hvert lands deltagere betragtes som en trop, der opdeles i patruljer, ganske som i hverdagens spejderbevægelse. Maden laves som regel ligeledes på lejrpladsen. Denne struktur på verdensjamboreerne blev indført på den anden verdensjamboree i 1924. Den blev arrangeret af de danske spejdere og blev afholdt på Ermelunden nord for København.

## Tabel over afholdelse af Verdensjamboreen
| År      | Nummer | Sted         | Deltagere | Deltagende lande |
| ------- | ------ | ------------ | --------- | ---------------- |
| 1920    | 1      | England      | 8.000     | 34               |
| 1924    | 2      | Danmark      | 4.549     |                  |
| 1929    | 3      | England      | 50.000    | 73               |
| 1933    | 4      | Ungarn       | 25.793    |                  |
| 1937    | 5      | Holland      | 28.750    | 54               |
| 1947    | 6      | Frankrig     | 24.152    | 42               |
| 1951    | 7      | Østrig       | 12.884    | 73               |
| 1955    | 8      | Kanada       | 11.139    | 71               |
| 1957    | 9      | England      | 30.000    | 82               |
| 1959    | 10     | Filippinerne | 12.203    | 44               |
| 1963    | 11     | Grækenland   | 10.394    | 89               |
| 1967    | 12     | USA          | 12.011    |                  |
| 1971    | 13     | Japan        | 23.758    | 87               |
| 1975    | 14     | Norge        | 17.259    | 91               |
| 1983    | 15     | Canada       | 14.752    | 97               |
| 1987    | 16     | Australien   | 13.434    | 98               |
| 1991    | 17     | Sydkorea     | 20.000    | 135              |
| 1995    | 18     | Holland      | 28.960    | 166              |
| 1998/99 | 19     | Chile        | 31.000    | 157              |
| 2002/03 | 20     | Thailand     | 24.000    | 147              |
| 2007    | 21     | England      | 40.000    | 158              |
| 2011    | 22     | Sverige      | 40.061    | 143              |
| 2015    | 23     | Japan        | 33,628    | 155              |
| 2019    | 24     | USA          |           |                  |
| 2023    | 25     | Korea        |           |                  |

Danmark var vært for den 2. Verdensjamboree i 1924, som afholdtes på Ermelundsletten ved København.
2007 Jamboree'en fandt sted i Hylands Park i Chelmsford, England. Der var over 40.000 spejdere med. Der var cirka 450 danske spejdere med, fordelt på 9 troppe, med navnene Freja trop, Heimdal trop, Balder trop, Odin trop, Tyr trop, Thor trop, Frej trop, Hugin trop og Mugin trop. Hugin og Munin trop er fra Færøerne og Grønland.